# Acraea taborensis
Acraea taborensis är en fjärilsart som beskrevs av Le Doux 1931. Acraea taborensis ingår i släktet Acraea och familjen praktfjärilar. Inga underarter finns listade i Catalogue of Life.